# Gabriel Allegra
Gabriel Allegra (1907 - 1976), est un prêtre et bibliste italien, appartenant à l'ordre des Frères mineurs, ayant exercé son ministère en Extrême-Orient. Il reste connu pour avoir été le premier à traduire l'intégralité de la Bible en chinois,. Il est vénéré comme bienheureux par l'Église catholique,, et fêté le 26 janvier.  

## Biographie
Gabriel Allegra est né le 26 décembre 1907 à San Giovanni la Punta, en Sicile.
Ordonné prêtre au sein de l'ordre des Frères mineurs en 1930, il est envoyé dès l'année suivante en Chine. Missionnaire dynamique et passionné des Saintes Écritures, il fonde en 1945 le Studium Biblicum Franciscanum à Pékin, attaché à l'université catholique de la ville. Celle-ci est obligée de fermer en 1948 à cause de l'avancée des troupes communistes de Mao Tsé Toung. Le Père Allegra fuit alors à Hong Kong, colonie britannique.
Il y fonde le Studium Biblicum Franciscanum à Kennedy Road en 1948. Il continue ses traductions de l'Ancien Testament et commence celle du Nouveau Testament. En 1961, il publie avec l'aide de collaborateurs l'ensemble de la Bible en chinois, avec pour but d'apporter une plus grande accessibilité à la foi chrétienne pour la population. Il publie aussi divers documents pontificaux de Léon XIII et de Paul VI. 
Il est particulièrement dévot des reliques des saints martyrs de Chine, et notamment de saint Antonin Fantosati. Il meurt à Hong Kong le 26 janvier 1976.

## Béatification et canonisation

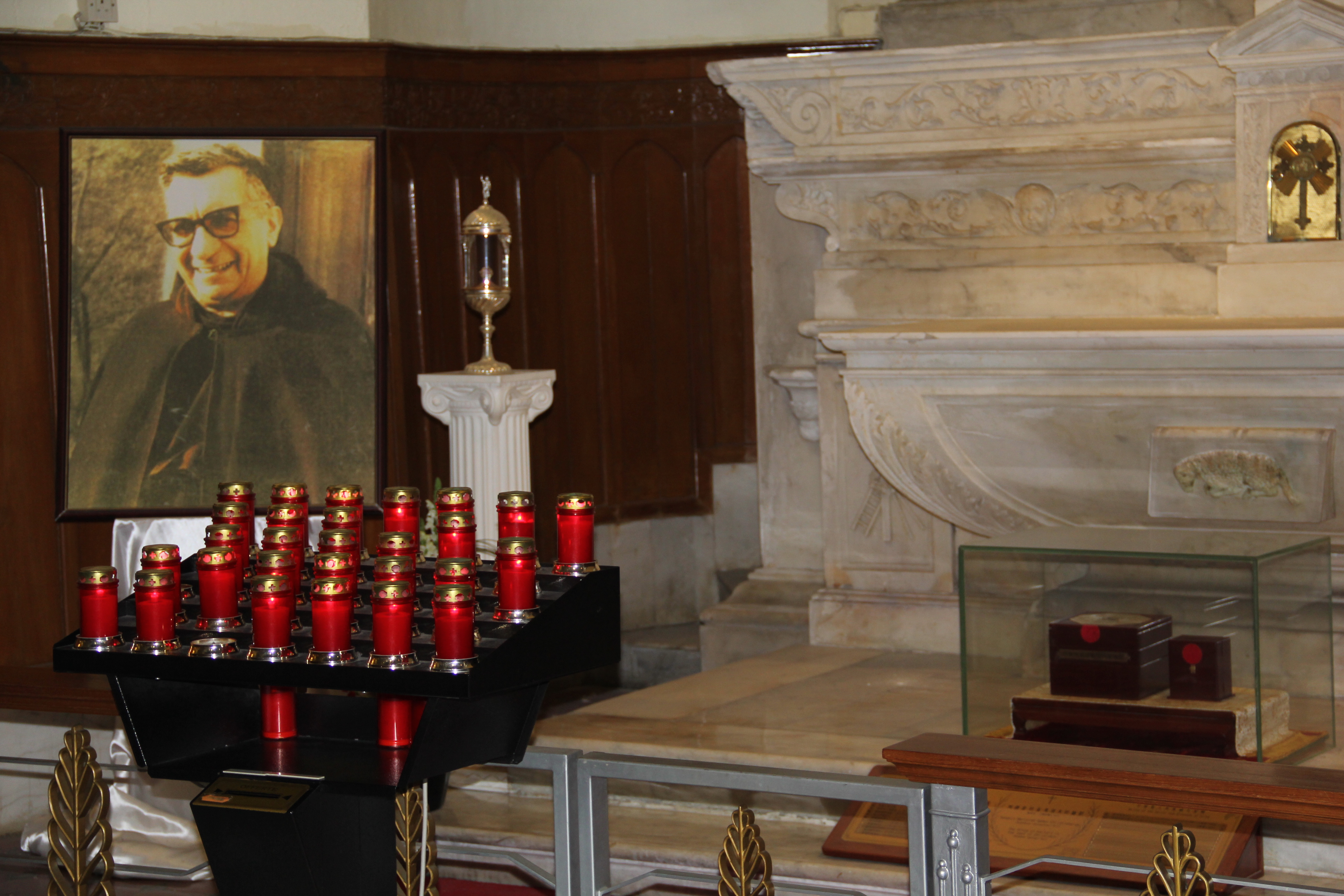
Relique du Bx Gabriel Allegra à la cathédrale de Hong Kong, chapelle des martyrs chinois.

- 1984 : ouverture de la cause en béatification et canonisation
- 15 décembre 1994 : le pape Jean-Paul II lui attribue le titre de vénérable [10]
- 29 septembre 2012 : béatification célébrée à Acireale par le cardinal Angelo Amato au nom du pape Benoît XVI[11]

Fête liturgique fixée au 26 janvier.